# Höfles
Höfles (nürnbergisch: Häjflas) ist ein Stadtteil der kreisfreien Stadt Nürnberg und bildet zusammen mit Buch und Schnepfenreuth den Statistischen Bezirk 73.

## Geographie
Höfles liegt im Norden der Stadt im Knoblauchsland. Nachbarorte sind (dem Uhrzeigersinn folgend und im Norden beginnend) der Fürther Stadtteil Braunsbach, die Nürnberger Stadtteile Buch, Schnepfenreuth und Kriegsopfersiedlung sowie der Fürther Stadtteil Poppenreuth. 0,5 km westlich befindet sich der Lerchenbühl. Südlich des Ortes fließt der Poppenreuther Landgraben, ein rechter Zufluss der Pegnitz.

## Geschichte
Entstanden ist das Dorf durch eine Rodung der Herren von Stein und zum ersten Mal unter der Bezeichnung „Houelines“ mit der Übergabe des Ortes an die Nürnberger Burggrafschaft 1281 durch König Rudolf I. urkundlich erwähnt worden. Unter dem Namen „Höfleins“ wurde das Dorf 1427 von Markgraf Friedrich I. an die Reichsstadt Nürnberg verkauft. Im Ersten Markgrafenkrieg wurde das Dorf zerstört.
Gegen Ende des 18. Jahrhunderts bestand Höfles aus 22 Anwesen. Das Hochgericht übte die Reichsstadt Nürnberg aus, was vom brandenburg-bayreuthischen Oberamt Baiersdorf bestritten wurde. Die Dorf- und Gemeindeherrschaft hatte das Amt der Vesten. Alleiniger Grundherr war die Reichsstadt Nürnberg: Amt der Vesten (10 Halbhöfe, 5 Gütlein, Hirtenhaus), Landesalmosenamt (2 Halbhöfe, 2 Güter) und Spitalamt (1 Hof, 1 Gut).
1796 wurde Höfles wie das gesamte Knoblauchsland unter die Verwaltung Preußens gestellt. Von 1797 bis 1810 unterstand der Ort dem Justiz- und Kammeramt Erlangen. 1810 kam Höfles an das Königreich Bayern. Im Rahmen des Gemeindeedikts wurde Höfles dem 1813 gebildeten Steuerdistrikt und der im selben Jahr gebildeten Ruralgemeinde Buch zugewiesen. Mit dem Zweiten Gemeindeedikt (1818) entstand die Ruralgemeinde Höfles. Sie war in Verwaltung und Gerichtsbarkeit dem Landgericht Erlangen zugeordnet und in der Finanzverwaltung dem Rentamt Erlangen. In der freiwilligen Gerichtsbarkeit unterstanden 2 Anwesen von 1821 bis 1848 dem Patrimonialgericht Buchschwabach. Ab 1862 gehörte Höfles zum Bezirksamt Fürth und zum Landgericht Fürth (ab 1876 Stadt- und Landgericht Fürth, 1879 in Amtsgericht Fürth umbenannt). Die Finanzverwaltung wurde 1871 vom Rentamt Fürth übernommen (1919 in Finanzamt Fürth umbenannt). Die Gemeinde hatte 1904 eine Gebietsfläche von 1,754 km². Am 1. April 1928 wurde Höfles nach Nürnberg eingemeindet. Seitdem ist das Amtsgericht und Finanzamt Nürnberg zuständig.

### Baudenkmäler

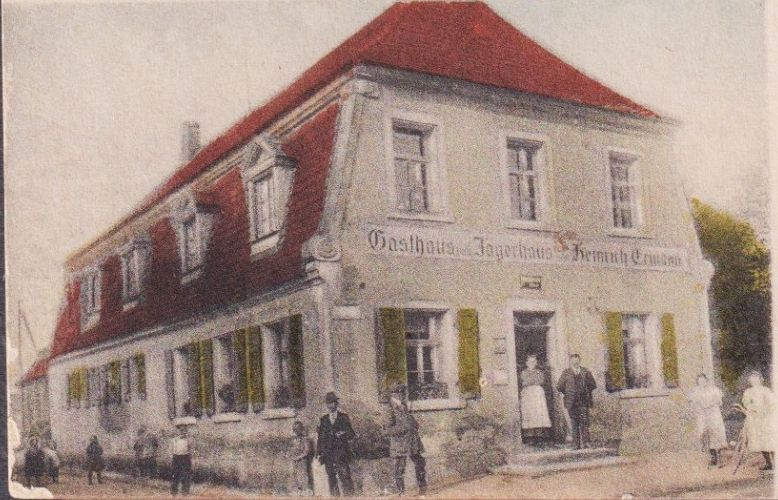
So sah das ehemalige Gasthaus in der Hauptstraße 61 um das Jahr 1900 aus. Die Eingangstür fehlt.

In Höfles gibt es vier Baudenkmäler:
- Höfleser Hauptstr. 61: Ehemaliges Gasthaus
- Höfleser Hauptstr. 66: Bauernhaus
- Höfleser Hauptstr. 74: Herrensitz von 1762, heute Gasthof „Altes Schloss“
- Höfleser Hauptstr. 82: Grundstücksummauerung

ehemalige Baudenkmäler
- Breitenäckerweg 2 und 6: Eingeschossige verputzte Bauernhäuser des 18./19. Jahrhunderts, mit Scheunen.[11]
- Höfleser Hauptstr. 62, 78, 84: Schlichte eingeschossige Giebelhäuser des 18./19. Jahrhunderts; Haus Nr. 62 mit Fachwerkscheune.[11]
- Höfleser Hauptstr. 65: Eingeschossiger Sandsteinbau der Mitte des 19. Jahrhunderts; mit dreigeschossigem Giebel, in diesem Rundfenster mit Fischblase.[11]
- Höfleser Hauptstr. 69: Sandsteinmauer mit barocker Bekrönung 1. Hälfte des 18. Jahrhunderts.[11]
- Höfleser Hauptstr. 71: Sandsteinmauer; Torpfosten mit klassizistischer Bekrönung, bezeichnet „Wilhelm Haller / 1862“.[11]
- Höfleser Hauptstr. 73: Eingeschossiges Bauernhaus mit zweigeschossigem Mäandervolutengiebel und Vasenaufsätzen, bezeichnet „1825“. Hoftor mit Sandsteinpfeilern.[11]

### Einwohnerentwicklung
| Jahr      | 1818   | 1840   | 1852   | 1855   | 1861   | 1867   | 1871   | 1875   | 1880   | 1885   | 1890   | 1895   | 1900  | 1905   | 1910   | 1919   | 1925   |
| Einwohner | 121    | 150    | 162    | 178    | 182    | 161    | 169    | 161    | 194    | 215    | 193    | 203    | 198   | 190    | 188    | 176    | 196    |
| Häuser    | 22     | 22     |        |        |        |        | 22     |        |        | 44     | 26     |        | 27    |        |        |        |        |
| Quelle    | [ 13 ] | [ 14 ] | [ 15 ] | [ 15 ] | [ 16 ] | [ 17 ] | [ 18 ] | [ 19 ] | [ 20 ] | [ 21 ] | [ 22 ] | [ 15 ] | [ 7 ] | [ 15 ] | [ 23 ] | [ 15 ] | [ 15 ] |

## Religion
Höfles ist seit der Reformation evangelisch-lutherisch geprägt und war ursprünglich nach St. Peter und Paul (Poppenreuth) gepfarrt, gegenwärtig ist die Versöhnungskirche (Nürnberg) zuständig. Die Einwohner römisch-katholischer Konfession sind nach St. Thomas (Boxdorf) gepfarrt.

## Verkehr
Eine Gemeindeverbindungsstraße verläuft zu einer Gemeindeverbindungsstraße bei Poppenreuth und Ronhof (1,1 km südwestlich) bzw. an Buch vorbei zur Bundesstraße 4 (1,6 km östlich). Zwei Gemeindeverbindungsstraßen verlaufen zur Kriegsopfersiedlung (1,8 km südlich).
Die beiden Haltestellen der Stadtbuslinie 33 befinden sich zentral gelegen am östlichen und westlichen Ende des Ortskerns. Des Weiteren ist die Haltestelle Höfles West sowohl Start als auch Endpunkt der Stadtbuslinie 99.